# Aconophora elongatula
Aconophora elongatula är en insektsart som beskrevs av Dietrich. Aconophora elongatula ingår i släktet Aconophora och familjen hornstritar. Inga underarter finns listade i Catalogue of Life.